# Либох
Либох (нем. Lieboch) — ярмарочная община (нем. Marktgemeinde) в Австрии, в федеральной земле Штирия. Входит в состав округа Грац-Умгебунг.
Население составляет 4341 человек (на 31 декабря 2005 года). Занимает площадь 11,76 км². Официальный код  —  60629.

## Политическая ситуация
Бургомистр общины — Алойс Пигниттер (СДПА) по результатам выборов 2005 года.
Совет представителей общины (нем. Gemeinderat) состоит из 21 места.
- СДПА занимает 11 мест.
- АНП занимает 7 мест.
- Зелёные занимают 2 места.
- АПС занимает 1 место.